# Privékliniek
Een privékliniek, in Nederland ook wel een zelfstandig behandelcentrum (ZBC) genoemd, is een particuliere medische instelling die zorg verleent buiten het publieke ziekenhuissysteem. In tegenstelling tot algemene of academische ziekenhuizen wordt een privékliniek niet rechtstreeks gefinancierd door de overheid, maar door particuliere partijen. Patiënten betalen de zorg zelf, via hun zorgverzekeraar of aanvullend uit eigen middelen.
Privéklinieken richten zich vaak op planbare of specialistische zorg, zoals plastische chirurgie, orthopedie, oogheelkunde ofdermatologie. De behandelingen vinden vaak plaats met kortere wachttijden dan in reguliere ziekenhuizen. Privéklinieken hanteren eigen tarieven en bieden vaak extra service of comfort.
Hoewel privéklinieken commercieel werken, staan zij onder toezicht van de Inspectie Gezondheidszorg en Jeugd (IGJ) en moeten zij voldoen aan alle wettelijke kwaliteitseisen. Medewerkers in privéklinieken vallen niet altijd onder de CAO’s die gelden voor algemene of academische ziekenhuizen. Dit kan leiden tot afwijkende arbeidsvoorwaarden.
In Nederland vormen privéklinieken een groeiend onderdeel van het zorgaanbod , naast het reguliere ziekenhuiswezen. Ze bedienen zowel verzekerde als onverzekerde zorgmarkten.